# Wyckoff
Wyckoff és un municipi al Comtat de Bergen, Nova Jersey, Estats Units. A partir del cens dels Estats Units de 2010, la població del municipi era de 16.696.